# Mycogelidium
Mycogelidium är ett släkte av svampar. Mycogelidium ingår i familjen Mycogelidiaceae, ordningen Atractiellales, klassen Atractiellomycetes, divisionen basidiesvampar och riket svampar.
| Mycogelidium | \| \| Mycogelidium sinense \| \| \| \| |
|              | \| \| Mycogelidium sinense \| \| \| \| |
|              | Mycogelidium sinense                   |
|              |                                        |

|  | Mycogelidium sinense |
|  |                      |